# Limnichidae
Limnichidae je čeleď brouků z nadčeledi Byrrhoidea.

## Taxonomie
- podčeleď Hyphalinae
  - rod rod Hyphalus Britton, 1971
- podčeleď Limnichinae Erichson, 1846
  - rod Bothriophorus
  - rod Byrrhinus Motschulsky, 1858
  - rod Caccothryptus Sharp, 1902
  - rod Euthryptus
  - rod Limnichus Latreille, 1829
  - rod Mandersia
  - rod Paralimnichus Delève, 1973
  - rod Pelochares Mulsant et Rey, 1869
  - rod Pseudothryptus
  - rod Ersachus Erichson, 1847
  - rod Simplocarina
- podčeleď Cephalobyrrhinae
- podčeleď Thaumastodinae